# Anagyrus wayfoongi
Anagyrus wayfoongi är en stekelart som beskrevs av John S. Noyes och Hayat 1994. Anagyrus wayfoongi ingår i släktet Anagyrus och familjen sköldlussteklar.
Artens utbredningsområde är Brunei. Inga underarter finns listade i Catalogue of Life.